# Busch & Müller
Die Busch & Müller KG ist ein in Meinerzhagen ansässiges Unternehmen, das Zweiradzubehör, insbesondere Komponenten für Fahrradbeleuchtungsanlagen herstellt und über zahlreiche Patente in diesem Bereich verfügt. Zwischenzeitlich wurden auch Körbe hergestellt.
Das Unternehmen ist in Australien, Belgien, Dänemark, Finnland, Frankreich, Großbritannien, Italien, Niederlande, Norwegen, Österreich, Polen, Schweiz, Taiwan und den USA vertreten und Weltmarktführer im Bereich Fahrradbeleuchtung.

## Geschichte
Am 1. September 1925 eröffnete der damals erst 16 Jahre alte Willy Müller gemeinsam mit dem Werkzeugmachermeister August Busch (späterer Ortsgruppenleiter der NSDAP) eine Firma zur Herstellung von Katzenaugen, da diese damals durch ein Gesetz zur Pflichtausrüstung für Fahrräder wurden.

## Nachkriegszeit
Nach dem Zweiten Weltkrieg überließ man dem Kunden Opel Gläser für die Rückleuchten und bekam im Gegenzug einen Opel Blitz, der für Transporte eingesetzt wurde. Von 1957 bis 1985 wurden die Rückspiegel für die Modelle Opel Kadett und Opel Rekord geliefert. Das Unternehmen hat eine Vielzahl von Patenten, insbesondere zu Fahrradbeleuchtungen angemeldet, die nach Unternehmensangaben von Plagiaten betroffen sind.

## Produktpalette

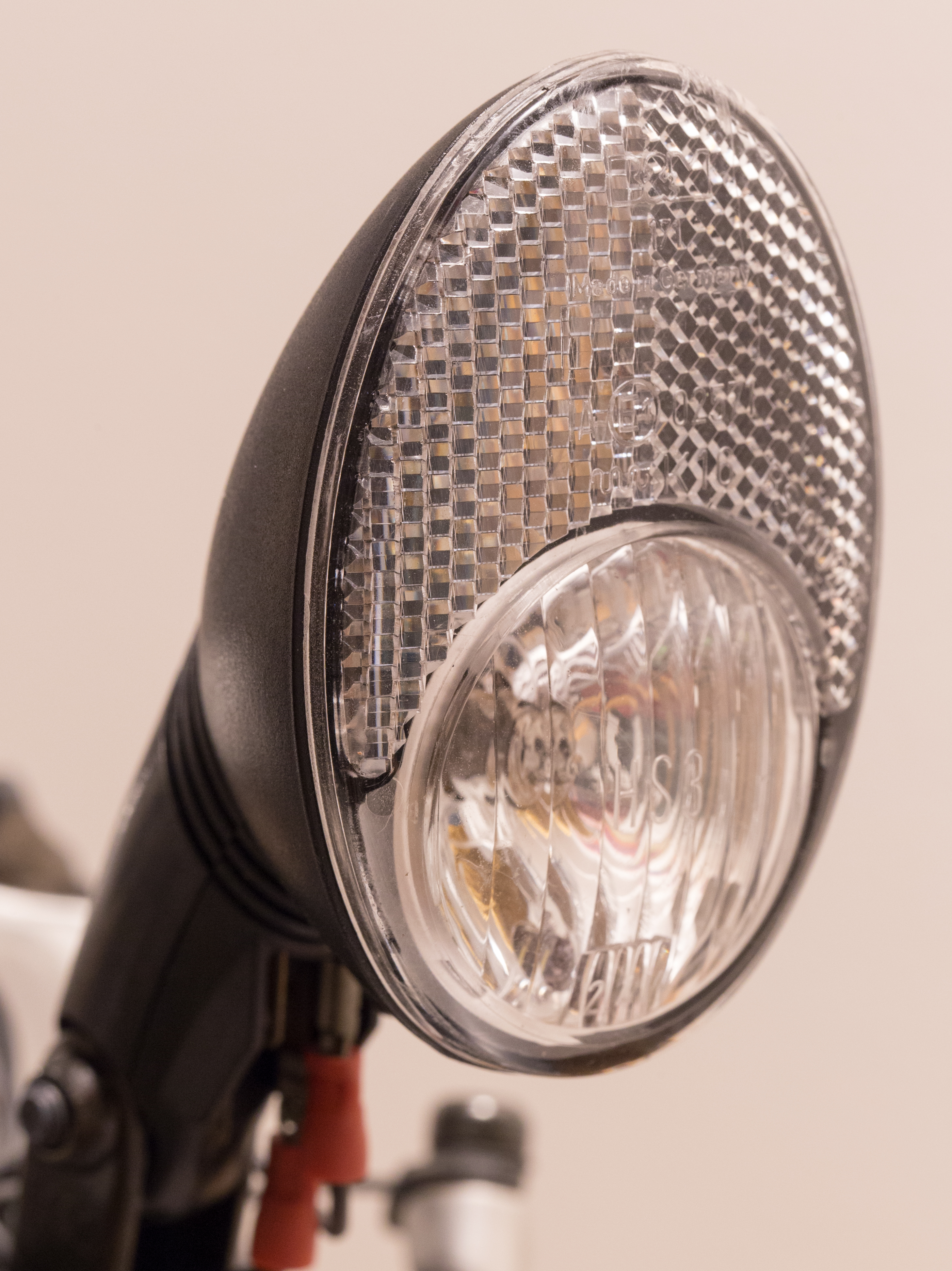
Busch & Müller lumotec Fahrradlampe

Richtungsanzeiger für Fahrräder

Inzwischen gehören zur Produktpalette des Unternehmens: Rückstrahler, Schlussleuchten, Fahrradscheinwerfer, Dynamos, Rückblickspiegel, Kettenschützer, Seitenstützräder für Kinderfahrräder und sonstiges Zweiradzubehör. Insgesamt fertigt Busch & Müller über 500 verschiedene Produkte für die Zweiradindustrie.
Zu den Neuentwicklungen des Unternehmens gehören das Automatiklicht (selbsttätiges Ein- und Ausschalten mittels eines Hell-Dunkel-Sensors) und die Freiformflächen-Scheinwerfer für Fahrräder. Hierbei handelt es sich um Scheinwerfer mit einer klaren Scheibe, wobei die Lichtverteilung von einem computerberechneten Spiegelreflektor übernommen wird. Seit einigen Jahren werden auch LED-Scheinwerfer für Fahrräder angeboten, die gleichfalls Freiformreflektoren zur Bündelung des Lichtes nutzen. Deren Lichtschein ist breiter und heller als bei herkömmlichen Fahrradscheinwerfern. Neu ist auch ein Rücklicht für Nabendynamos mit integriertem Bremslicht. Busch & Müller entwickelte 2007 den ersten Gasentladungsscheinwerfer für Fahrräder, der den Anforderungen der deutschen Straßenverkehrsordnung genügt.